# Enicurus scouleri
Enicurus scouleri е вид птица от семейство Muscicapidae.

## Разпространение
Видът е разпространен в Афганистан, Бангладеш, Бутан, Виетнам, Индия, Китай, Казахстан, Киргизстан, Мианмар, Непал, Пакистан, Таджикистан и Узбекистан.